# Castel Ritzen
Castel Ritzen (Schloss Ritzen in tedesco) si trova nel comune austriaco di Saalfelden am Steinernen Meer nell'omonimo distretto appartenente al Land Salisburghese e la sua storia inizia nel XIV secolo.

## Storia

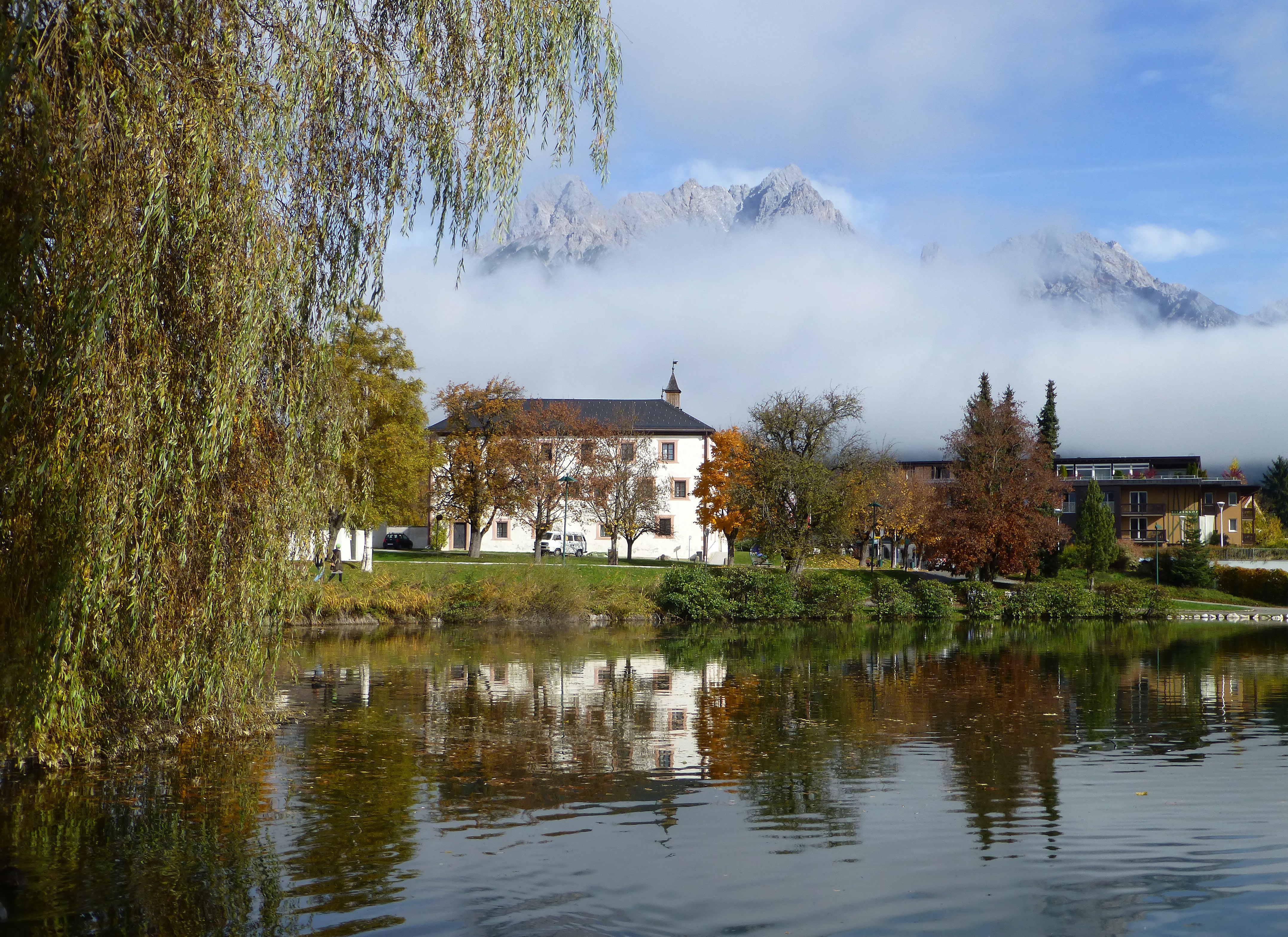
Castel Ritzen col piccolo laghetto balneabile, il Ritzensee

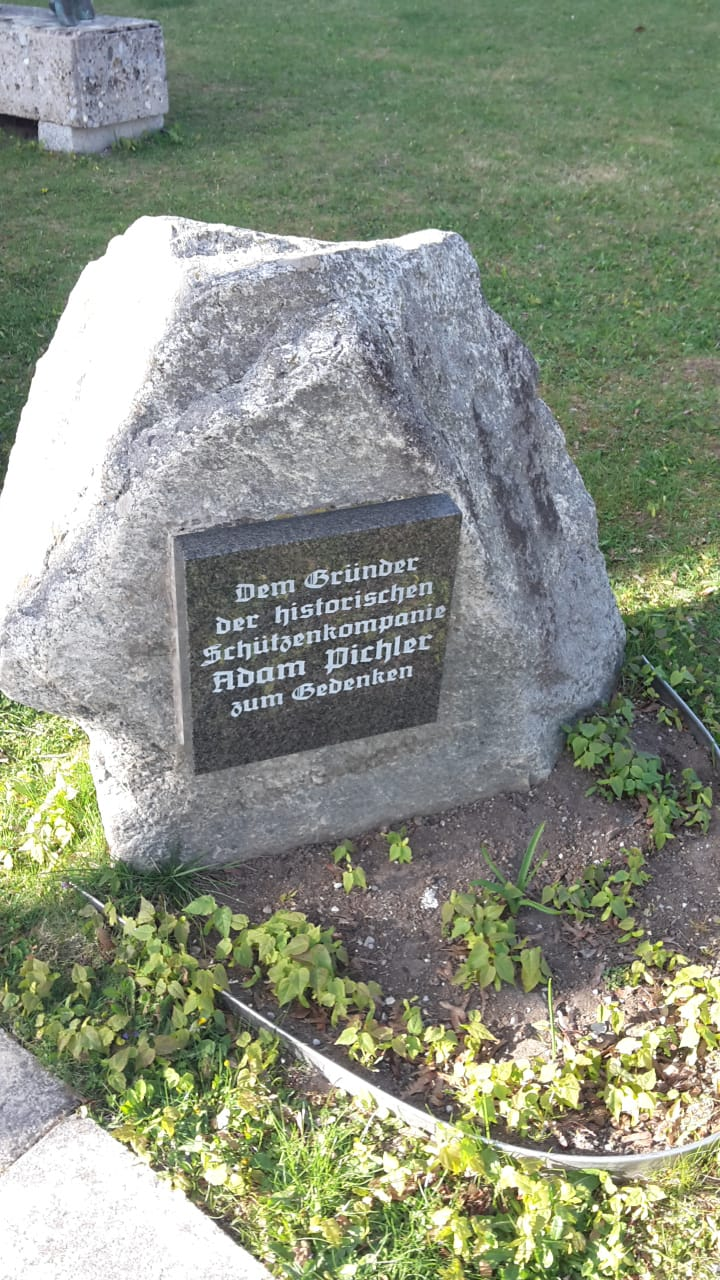
Piccola lapide in memoria del fondatore della storica azienda di fucili Adam Pichler

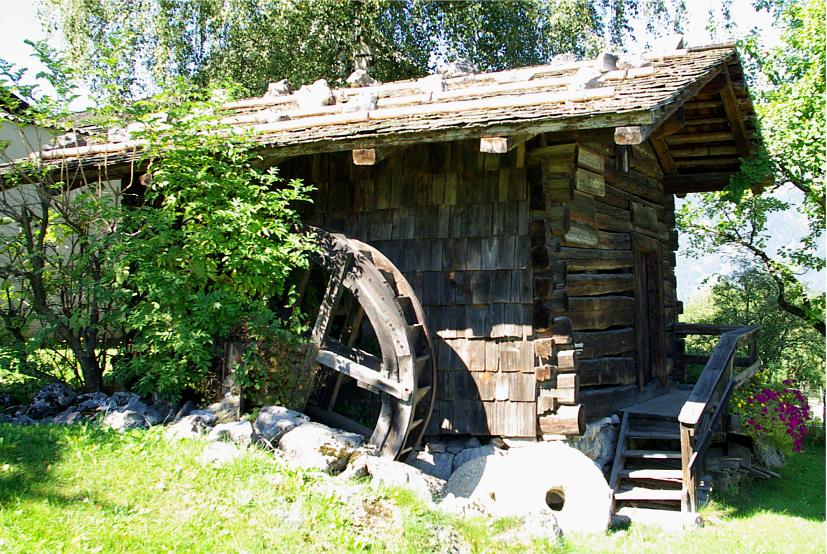
Antico mulino ad acqua nella proprietà del castello

La residenza in origine veniva chiamata torre di Grub e fu menzionata per la prima volta in un documento risalente al 1339 quando l'allora proprietario Konrad Grafenberger la lasciò al figlio Alex. In quel momento storico la struttura era una torre di difesa del tardo medioevo. Dal 1491 al 1580 circa appartenne ai signori di Ramseiden poi passò alla famiglia Hunt e nel 1582 gli eredi di questi ultimi vendettero le loro proprietà nobiliari a Hans e Christoph Weitmoser della nota famiglia di commercianti di Gastein. Nel 1604 nuovo proprietario divenne Haimeram Ritz e la sua famiglia legò il suo nome a quello del castello che ci è pervenuto. Il figlio di Haimeram divenne molto ricco ma a causa del suo stile di vita estremamente dispendioso iniziò ad avere difficoltà economiche. Quando anche la sua famiglia si estinse il castello passò a Emeran Pauernfeind von Eyss per arrivare, nel 1752, al passaggio del feudo ai signori di Waltenhofen e poi, nel 1762, ai baroni di Motzl. A partire dal 1787 la proprietà fu ceduta e divenne struttura agricola iniziando così a cadere in rovina e diventando presto non più abitabile. Nel 1812 il palazzo subì una parziale demolizione seguita, verso la fine del secolo, da un grave incendio che causò ulteriori danni. Nel 1964 la città di Saalfelden acquistò ciò che rimaneneva dell'edificio e lo fece ristrutturare per utilizzarlo, a partire dal 1968, come sede museale.

## Descrizione
Il castello si trova nella parte meridionale del comune austriaco di Saalfelden am Steinernen Meer nell'omonimo distretto appartenente al Land Salisburghese. Sorge su una collina pianeggiante a breve distanza da un piccolo specchio d'acqua balneabile, il Ritzensee. Comprende solo un'ala laterale dell'antico complesso del castello storico ed ospita il museo di storia locale di Saalfelden. Il nome recente, Schloss Ritzen, è in uso solo dal XIX secolo e ricorda una delle famiglie che ne fu proprietaria. L'edificio probabilmente era un tempo circondato da quattro torri rotonde appartenenti alla cinta muraria medievale. Una di queste è ancora presente. L'edificio è a tre piani con cinque finestre di ridotte dimensioni per ogni piano sulla facciata principale. Il portale con stipite in pietra e arco a tutto sesto ribassato porta incisa la data 1593. Il tetto sulla parte anteriore presenta una torretta di legno. La pianta dell'edificio, anticamente a forma di ferro di cavallo, è rettangolare. All'interno sono state conservate belle volte del periodo tardogotico.

### Museo di castel Ritzen
Il museo di castel Ritzen è uno dei più antichi musei regionali del Pinzgau e conserva importanti collezioni legate alla storia di Saalfelden e della regione circostante. Tra le collezioni presenti merita attenzione una notevole collezione di presepi. Le moderne presentazioni multimediali si sono aggiunte agli oggetti storici originali. Tra i pezzi di maggior interesse che vi si possono ammirare si ricordano:
- Il cervo di Biberg. Figura di bronzo che raffigura il dio cervo Cernunnos, forma umana con corna di cervo sulla testa. Il cervo simboleggiava per i Celti la chiave del paradiso ed era considerato l'animale che salvava le anime dei defunti e permetteva loro di entrare in paradiso.
- Xandi Schläffer. Si racconta di quando ad un bambino piaceva guardare il padre mentre preparava il presepe e poi crescendo ha iniziato ad imitarlo costruendo le montagne con la toffa e poi ha continuato con tutto il resto. Per passione poi ha raccolto i vecchi presepi per poi esporli nel suo museo.[1][2][3]

### Bene architettonico tutelato
Castel Ritzen dal 1993 è stato posto sotto tutela dei monumenti da parte della Repubblica austriaca col numero 61131.